# Serbatoio sganciabile

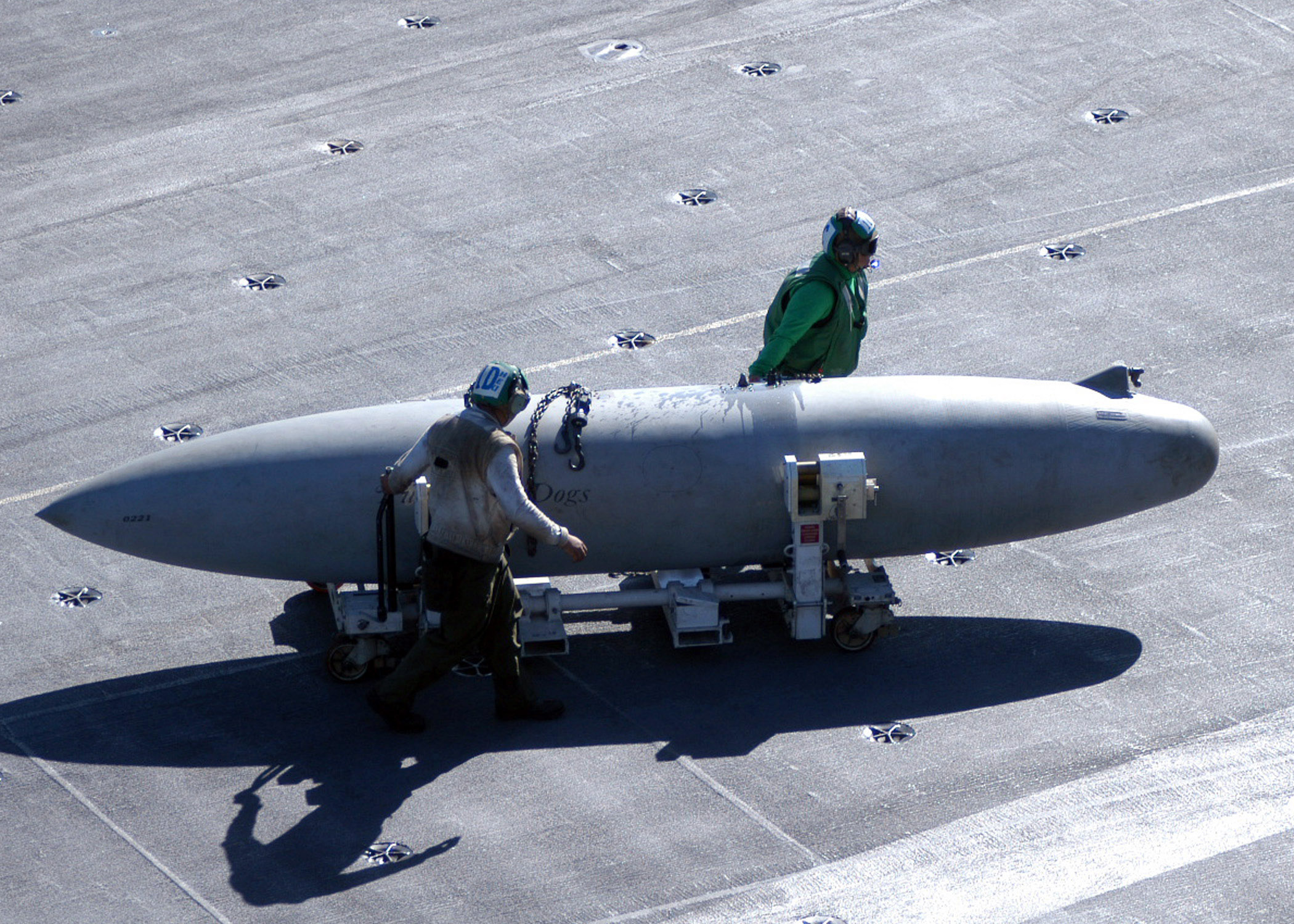
^{Un serbatoio sganciabile da 1200 litri Sargent Fletcher in fase trasferimento sul ponte di una portaerei.}

In aviazione, serbatoio sganciabile ( in lingua inglese drop tank oppure  external tank, wing tank o belly tank) è un termine usato per descrivere un serbatoio amovibile di carburante ausiliario esterno alla fusoliera di un aeromobile, in posizione sub alare o ventrale. Il serbatoio esterno è sacrificabile e spesso quindi sganciabile.
I serbatoi esterni sono diventati di comune impiego sui velivoli militari a partire dalla Seconda guerra mondiale ed occasionalmente sono usati anche su velivoli civili, sebbene siano sganciati solo in caso di emergenza.

## Storia

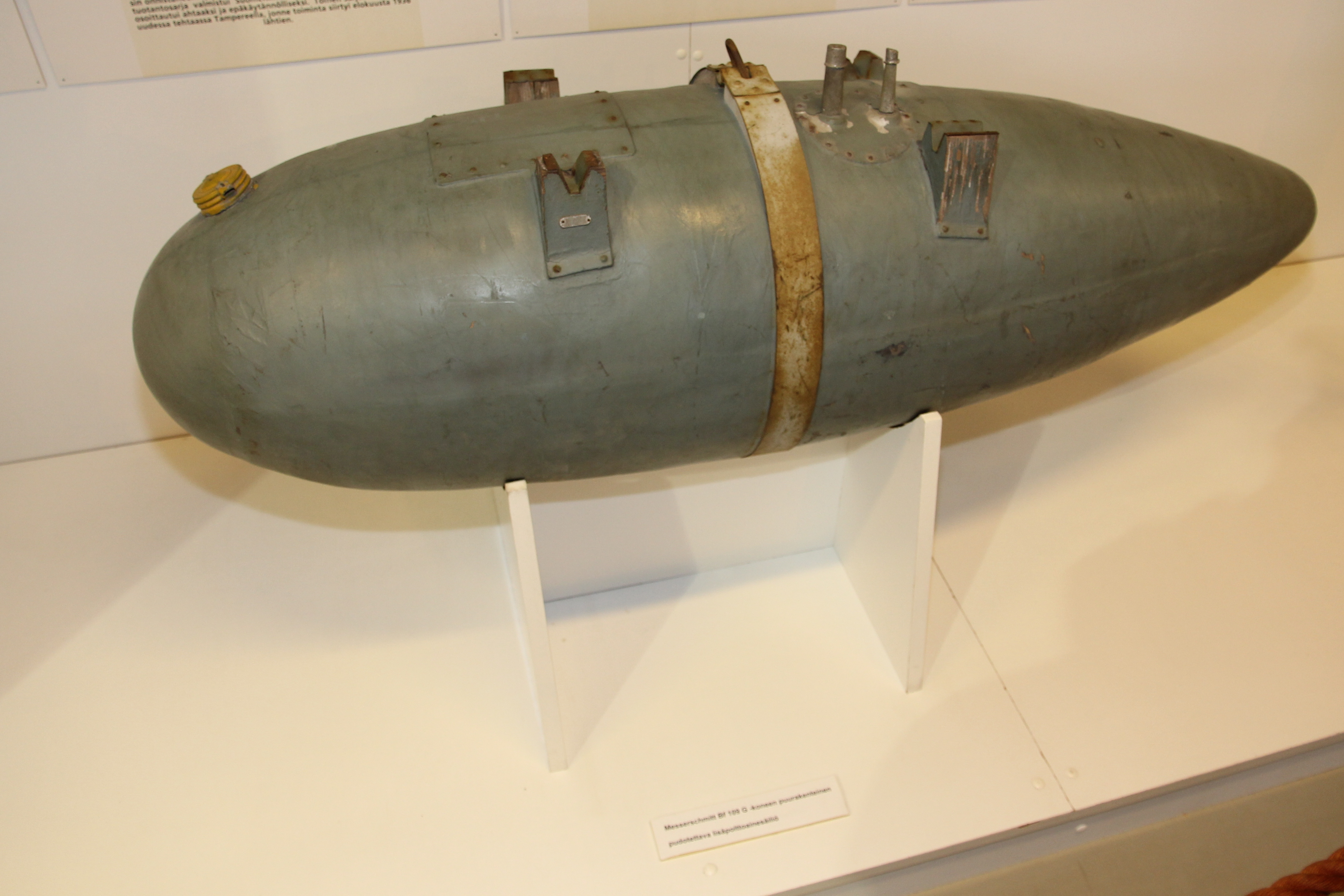
Un serbatoio da 300 litri sganciabile della Luftwaffe

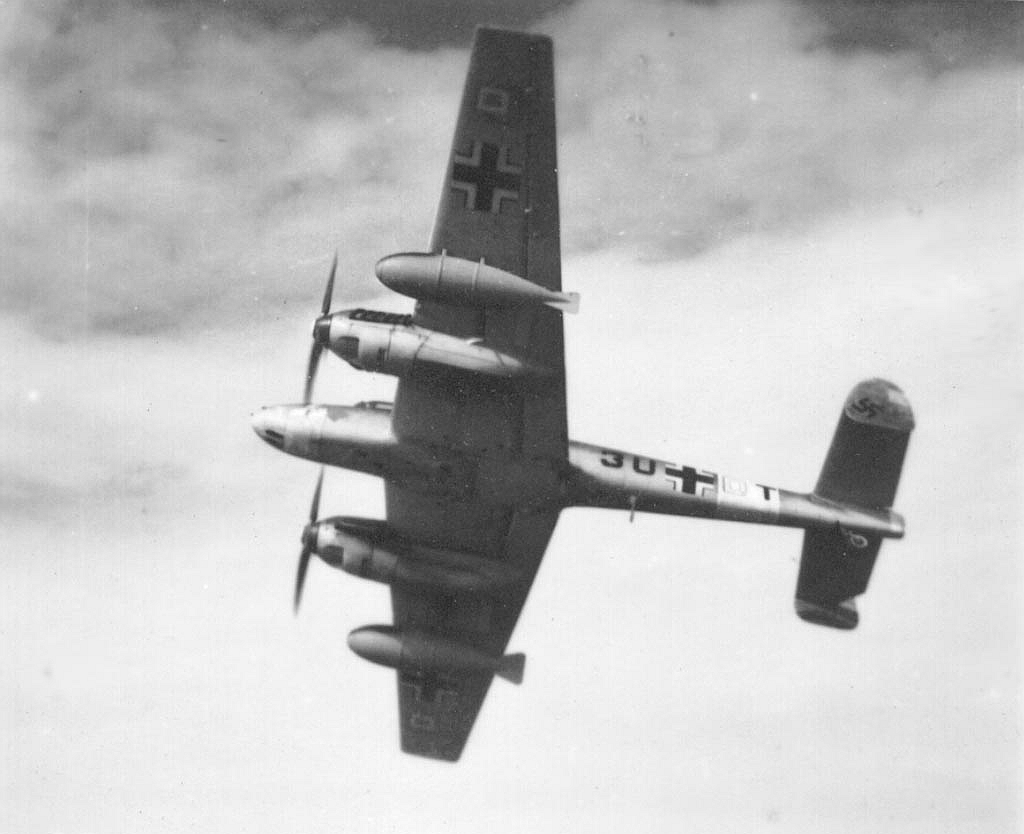
Un Messerschmitt Bf 110 con un raro utilizzo di serbatoi sganciabili da 900 litri con un'aletta stabilizzatrice

I primi serbatoi sganciabili furono usati durante la Guerra civile spagnola per permettere agli intercettori di trasportare carburante aggiuntivo durante i voli di scorta a lungo raggio, senza dover adottare trasformazioni alla fusoliera  rendendola più larga, più pesante e meno manovrabile. Durante la Seconda guerra mondiale, agli inizi del 1940, la Luftwaffe iniziò ad usare serbatoi esterni da 300 litri in lega leggera per lo Junkers Ju 87R, una versione bombardiere a lungo raggio dello Stuka.  Anche il Messerschmitt Bf 109 usò questo tipo di serbatoio, con la prima versione del Bf 109E-7 introdotta nell'agosto del 1940. Il Focke-Wulf Fw 190, adottò il serbatoio da 300 litri, disponibile in almeno quattro differenti costruzioni con leggere variazioni di forma, che divenne il volume standard dei serbatoi sganciabili in servizio della Luftwaffe, mentre un serbatoio di 900 litri con alette stabilizzatrici è stato raramente usato con alcuni Messerschmitt Bf 110.
I primi serbatoi sganciabili furono progettati per essere abbandonati quando esaurivano il carburante, oppure in combattimento o in caso di emergenza, per ridurre la resistenza, il peso e per aumentare la manovrabilità del velivolo.
La RAF usò i serbatoi esterni nel 1942, durante il trasferimento dei Supermarine Spitfire a Malta.

Il caccia giapponese Mitsubishi A6M Zero in servizio dal 1940, adottò i serbatoi ausiliari, appositamente progettati dalla Marina imperiale giapponese al fine di aumentare il suo raggio d'azione di due ore a piena potenza o da sei a otto ore a velocità di crociera. I serbatoi sganciabili erano comunemente usati con gli Zero anche nel servizio di Pattugliamento aereo da combattimento, in lingua inglese Combat Air Patrol (CAP).

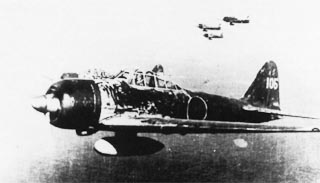
A6M3 Model 22, pilotato da Hiroyoshi Nishizawa sulle isole Salomone nel 1943.

Durante il periodo bellico, alcuni teorici sostenevano che formazioni di bombardieri pesanti con armamenti difensivi fossero la scelta migliore, e che i caccia di scorta su lungo raggio fossero un "mito" in quanto avrebbero dovuto abbandonare i serbatoi alla prima minaccia di combattimento, compromettendo la riuscita della missione. Altra argomentazione era il dispendio di risorse e materiali per la loro costruzione. Malgrado tali atteggiamenti sulla tecnologia dei serbatoi sganciabili, furono comunque condotti studi e realizzazioni in segreto per dotarne i caccia americani come il Lockheed P-38 Lightning. 

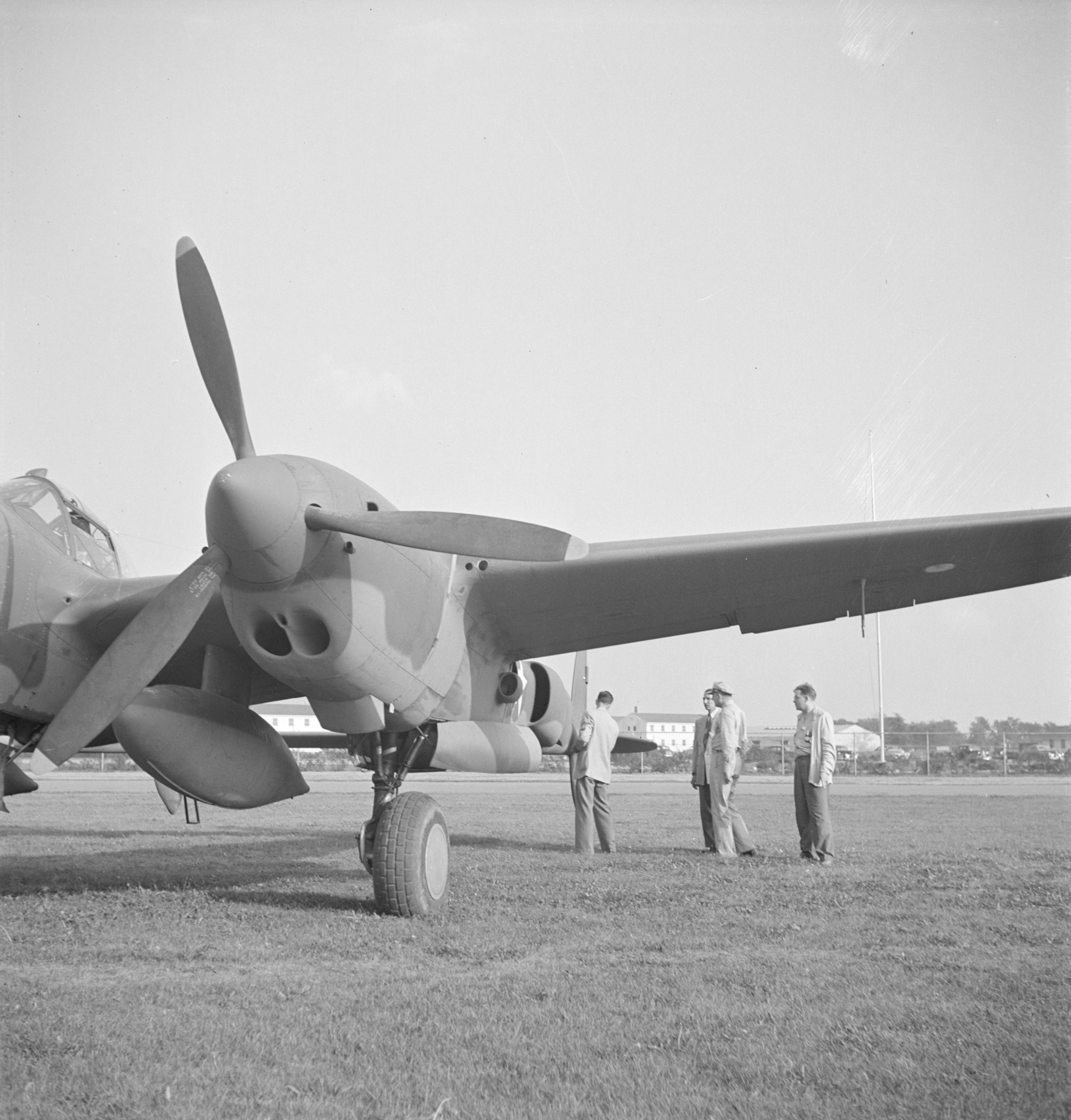
Un Lockheed P-38 Lightning con i serbatoi sganciabili

Fu solo con i serbatoi ausiliari che avevano fornito 450 litri di combustibile supplementare che i P-38 poterono svolgere l'Operazione Vengeance, per l'abbattimento del velivolo con a bordo l'ammiraglio Isoroku Yamamoto. (Per questa missione, ogni velivolo portava un serbatoio ausiliario da 570 a 620 litri e uno più grande da circa 1 100-1 200 litri).

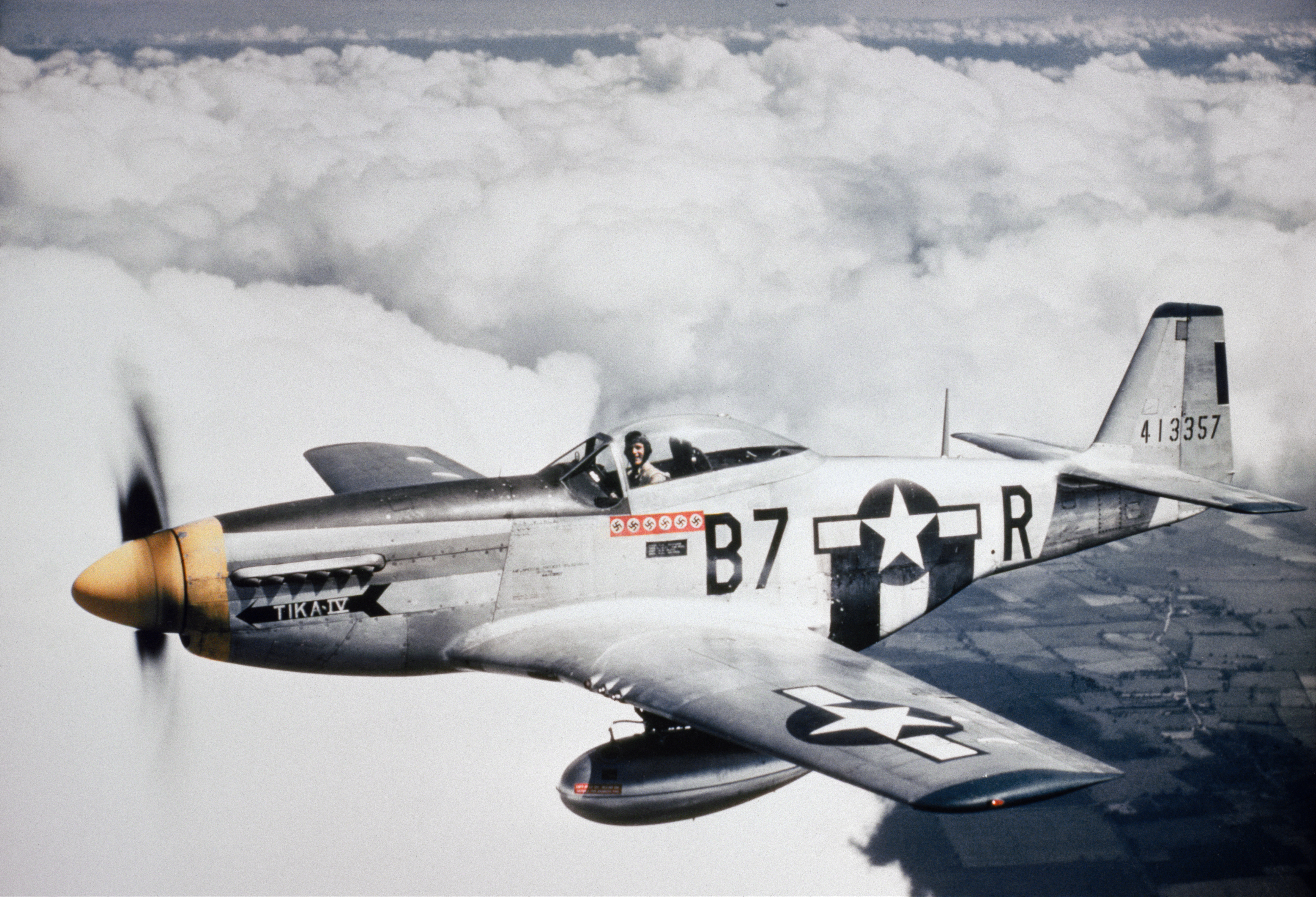
Un P-51 Mustang con un serbatoio ausiliario metallico da 75 galloni.

I serbatoi ausiliari esterni trasformarono il Republic P-47 Thunderbolt da velivolo per intercettazioni a corto raggio, in caccia a lungo raggio e da superiorità aerea, il che permise di scortare i bombardieri dalle isole britanniche in Germania e rese così possibili le formazioni di bombardieri pesanti per le incursioni sotto scorta da parte del North American P-51 Mustang. Il Lockheed P-38 poteva trasportare fino a due serbatoi da circa 1 100-1 200 litri per i suoi tratti più lunghi.
Questo progetto di serbatoio era lungo 4 metri e aveva un diametro di 91 centimetri al suo punto più ampio.

### Serbatoi di carta impregnata

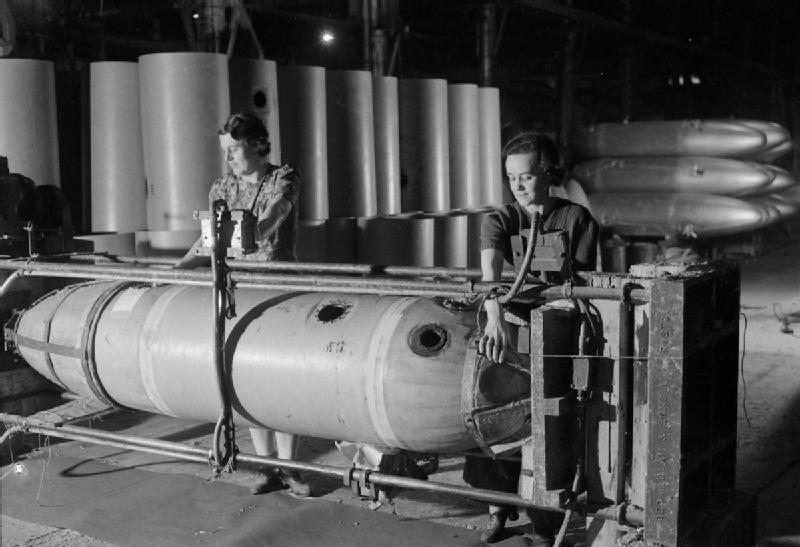
^{Serbatoi sganciabili in carta da 416 litri, destinati USAAF e RAF, realizzati in una fabbrica Inglese (1944).}

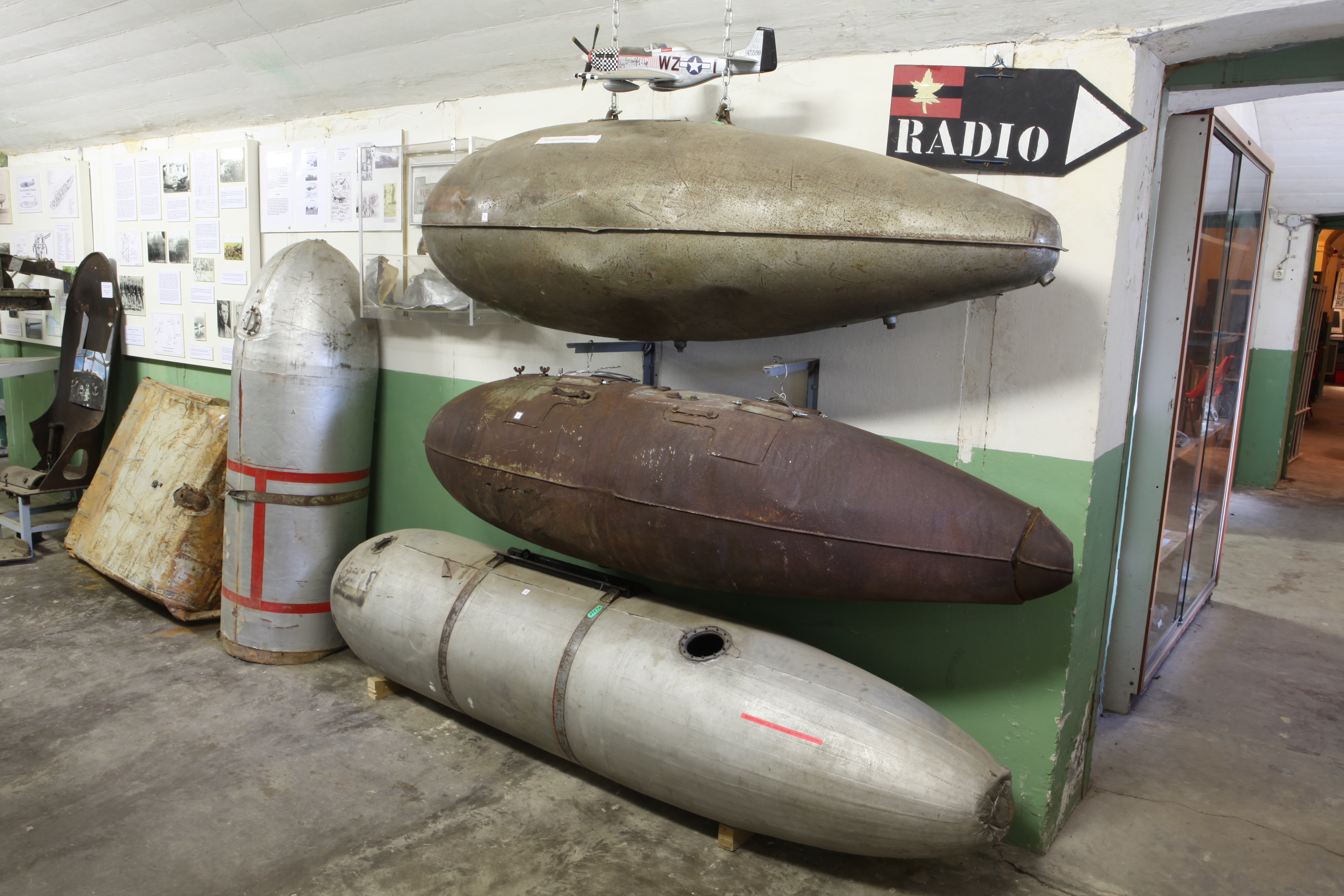
^{Un serbatoio in carta da 110 galloni, ed uno da 75 galloni metallico al Luchtoorlogsmuseum, in Olanda (2012)}

Di fronte alla carenza di metalli ed alla necessità di estendere il raggio d'azione dei velivoli da combattimento, la RAF realizzò dei serbatoi sganciabili in carta kraft impregnata di colla per renderli impermeabili, con eccellenti caratteristiche di resistenza alle condizioni estreme di calore e di freddo necessarie per l'utilizzo su un velivolo da combattimento.
Siccome la colla si dissolveva lentamente a causa degli effetti del combustibile (talvolta si sviluppavano perdite entro poche ore dal rifornimento) venivano riempiti solo immediatamente prima del decollo ed erano elementi monouso, utilizzati in condizioni di freddo tipicamente nordeuropee. Questi serbatoi di carta erano formati da tre componenti principali, il cono anteriore, il cono di coda e il corpo, ognuno dei quali era sagomato su forme di legno; la sezione centrale invece, era creata avvolgendo strati di carta impregnata intorno ad un cilindro, i tappi terminali erano laminati a mano come dei petali o spicchi.

Prima dell'assemblaggio finale venivano installati dei rinforzi in legno, venivano fissati i tubi e i raccordi, gli interni verniciati con lacca resistente al combustibile ed i tre pezzi incollati e pressati in uno stampo. Quando la colla di impregnazione si era asciugata, i serbatoi venivano sottoposti ad una pressione di 6 PSI (450 millibar) e quelli che superavano il test ricevevano altri due strati di lacca di cellulosa seguiti da due strati di vernice di alluminio. (I serbatoi britannici potevano essere distinti dai serbatoi di metallo per il colore, in quanto i serbatoi di carta erano di colore argento, mentre i serbatoi metallici erano grigi.

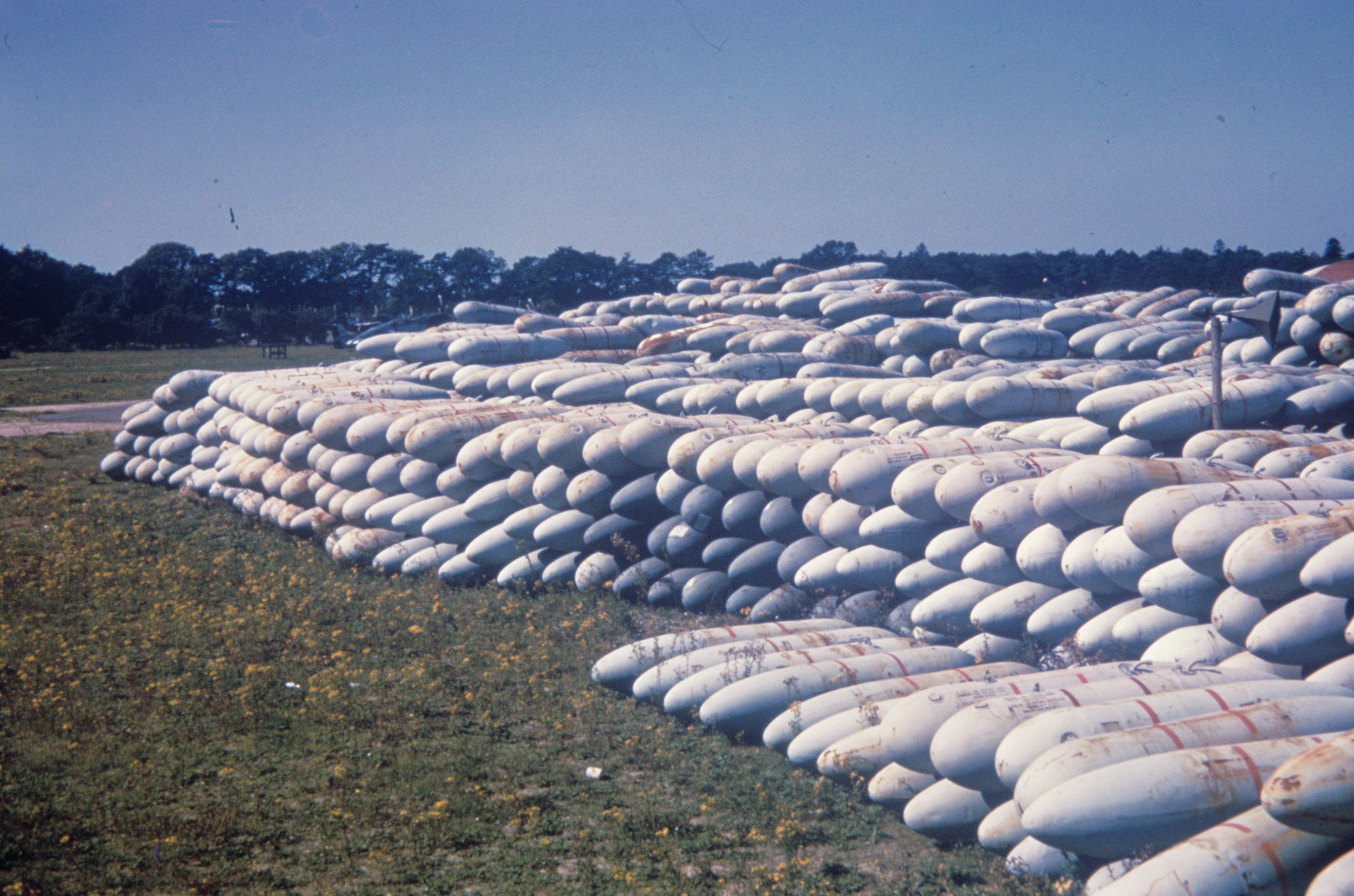
Serbatoi in carta per il 359th Fighter Group, RAF East Wretham, 1944

Circa 13 000 serbatoi di carta sono stati realizzati ed utilizzati dalla RAF, la maggioranza utilizzata durante la guerra, risparmiando una considerevole quantità di metallo. Pochissimi esempi sopravvivono a causa della loro natura deperibile, del basso valore intrinseco al momento della loro creazione e del fatto che non erano intrinsecamente robusti. Mentre furono probabilmente un fastidio per coloro che si trovavano sotto il percorso di volo quando i serbatoi vuoti venivano sganciati, essendo leggeri e fragili è probabile che provocassero soltanto ansia, tanto che le autorità tedesche arrivarono a distribuire dei volantini, spiegando che i serbatoi sganciati non erano bombe.